# 科扎茨凱 (尼古拉耶夫州)
47°16′33″N 33°5′29″E / 47.27583°N 33.09139°E
科扎茨凯（烏克蘭語：Козацьке），2024年9月前名为新羅西斯凱（烏克蘭語：Новоросійське），是烏克蘭南部尼古拉耶夫州巴什坦卡區贝雷兹内胡瓦泰市镇的村落。始建於1920年，面積0.3平方公里，海拔高度44米，2001年人口77，人口密度每平方公里256.7人。
2024年9月19日，乌克兰最高拉达将此村的名字改为科扎茨凯。